# Oliver Práznovský
Oliver Práznovský (* 15. února 1991) je slovenský fotbalový obránce, od léta 2017 hráč klubu FK Luč-Energija Vladivostok.
Mimo Slovensko působil na klubové úrovni v Polsku, od léta 2017 je v Rusku.

## Klubová kariéra
Na Slovensku působil v klubech Inter Bratislava, MŠK Žilina, MŠK Rimavská Sobota a MFK Ružomberok.
Sezónu 2010/11 strávil na hostování v Rimavské Sobotě (ze Žiliny). V létě 2011 odešel do Ružomberku, kde zpočátku pendloval mezi B-týmem a A-mužstvem. Po zrušení B-týmu se stal stabilním členem „áčka“ vedeného trenérem Ladislavem Šimčem. V listopadu 2012 prodloužil s klubem smlouvu do léta 2015.
V červnu 2015 v klubu po vypršení smlouvy skončil.
Poté si v září 2015 našel angažmá v polském klubu GKS Katowice. Zde strávil dvě sezóny.

V červenci 2017 přestoupil do ruského druholigového klubu FK Luč-Energija Vladivostok.

## Reprezentační kariéra
Práznovský je bývalým mládežnickým reprezentantem Slovenska. Ve výběru do 21 let pod trenérem Ivanem Galádem se zúčastnil kvalifikace na Mistrovství Evropy hráčů do 21 let 2013 v Izraeli, ve které se Slovensko probojovalo do baráže proti Nizozemsku. Oba barážové zápasy skončily shodnými prohrami slovenského týmu 0:2.